# Drug Master File
Un Drug Master File conegut generalment pel seu acrònim DMF (de l'anglès Fitxer mestre de la substància química o principi actiu) és el document requerit per l'agència americana del medicament (FDA), que inclou tota la informació referent a la manera de preparar un principi actiu (API) per a ús com a medicament amb la qualitat exigida per a tal ús.
El sistema del DMF serveix per a tot el món, però cada àrea geogràfica disposa dels seu propi DMF. A banda del DMF americà, existeix l'equivalent europeu Active Substance Master Files (ASMF) o el Certificate of suitability of Monographs of the European Pharmacopoeia (CEP).
El document l'ha d'obtenir el mateix fabricant del principi actiu i segueix les normes de la Common Technical Documentation (CTD) establertes en la guia ICH M4.

## Utilitat
Són documents especials que proporcionen la informació suficient i necessària sobre un principi actiu a l'autoritat corresponent amb l'objectiu de servir com a base de dades referencia davant una sol·licitud relacionada.
Són utilitzades davant d'una demanda d'autorització d'un medicament, per a explicar la manera en com ha estat fabricada aquella substància activa i permetre als experts de verificar la seva qualitat.

## Confidencialitat de les dades
Aquests documents permeten al productor d'(API), mantenir en secret informació confidencial dels seus processos i al mateix temps, poder vendre el producte als seus clients amb la informació que els sol·licitarà l'agència per a incloure l'(API) en la forma de dosificació final.
Un DMF consta, de manera general, d'una part oberta, accessible al comprador del principi actiu, i una de tancada, únicament accessible a les autoritats que examinaran el DMF per a determinar la qualitat de la substància en qüestió. Aquesta part tancada conté les informacions confidencials, rellevants del saber fer particular de l'empresa.